# Kanton Autrey-lès-Gray
Der Kanton Autrey-lès-Gray war bis 2015 ein französischer Wahlkreis im Arrondissement Vesoul, im Département Haute-Saône und in der Region Franche-Comté. Sein Hauptort war Autrey-lès-Gray. Vertreter im Generalrat des Départements war zuletzt von 1998 bis 2015 Henri Blanchot.

## Gemeinden
Der Kanton bestand aus 17 Gemeinden:
| Gemeinde                       | Einwohner | Code postal | Code Insee |
| ------------------------------ | --------- | ----------- | ---------- |
| Attricourt                     | 41        | 70100       | 70032      |
| Autrey-lès-Gray                | 497       | 70100       | 70041      |
| Auvet-et-la-Chapelotte         | 266       | 70100       | 70043      |
| Bouhans-et-Feurg               | 239       | 70100       | 70080      |
| Broye-les-Loups-et-Verfontaine | 83        | 70100       | 70100      |
| Chargey-lès-Gray               | 615       | 70100       | 70132      |
| Écuelle                        | 87        | 70600       | 70211      |
| Essertenne-et-Cecey            | 337       | 70100       | 70220      |
| Fahy-lès-Autrey                | 112       | 70100       | 70225      |
| Lœuilley                       | 103       | 70100       | 70305      |
| Mantoche                       | 511       | 70100       | 70331      |
| Montureux-et-Prantigny         | 207       | 70100       | 70371      |
| Nantilly                       | 452       | 70100       | 70376      |
| Oyrières                       | 450       | 70600       | 70402      |
| Poyans                         | 138       | 70100       | 70422      |
| Rigny                          | 586       | 70100       | 70446      |
| Vars                           | 190       | 70600       | 70523      |

## Bevölkerungsentwicklung
| 1962 | 1968 | 1975 | 1982 | 1990 | 1999 |
| ---- | ---- | ---- | ---- | ---- | ---- |
| 4040 | 4464 | 4395 | 4590 | 4703 | 4914 |